# Lion (lớp thiết giáp hạm)
Lớp Lion là một lớp bốn chiếc thiết giáp hạm được thiết kế cho Hải quân Hoàng gia Anh Quốc, nhưng chỉ có hai chiếc được đặt lườn ngay trước khi Chiến tranh Thế giới thứ hai nổ ra, và không bao giờ được hoàn tất. Chúng là những thiết kế được cải tiến dựa trên lớp King George V và dự định để thay thế cho lớp Revenge thời Đệ Nhất thế chiến. Lớp Revenge đã được chế tạo trong tinh thần tiết kiệm, nên chỉ đạt tốc độ tối đa 39 km/h (21 knot), và khó có thể nâng cấp.

## Thiết kế mở rộng
Sự chọn lựa cỡ pháo 355 mm (14 inch) và sự phối hợp các tháp pháo nòng đôi với tháp pháo bốn nòng cho dàn pháo chính của lớp King George V là do phải tuân thủ theo những điều khoản của Hiệp ước Hải quân London thứ hai, vốn giới hạn trọng lượng rẽ nước của thiết giáp hạm ở mức 35.000 tấn và cỡ nòng 355 mm (14 inch) cho dàn pháo chính. Lớp Lion được phép vận dụng một "điều khoản leo thang" của hiệp ước, cho phép tải trọng 45.000 tấn và cỡ pháo 406 mm (16 inch). Chúng sẽ có trọng lượng rẽ nước tiêu chuẩn trong khoảng 40.500 đến 42.500 tấn và sẽ mang chín khẩu pháo 406 mm (16 inch) trên ba tháp pháo ba nòng, giống như trên lớp Nelson vào năm 1925, cho dù cả súng lẫn tháp pháo đều là những thiết kế hoàn toàn mới.
Kiểu dáng của những chiếc thuộc lớp Lion sẽ gần giống với những chiếc King George V, nhưng với một mũi tàu dạng "transom" để cải thiện hiệu quả đi biển. Dàn hỏa lực hạng hai cũng tương tự như lớp King George V, với mười sáu khẩu pháo 133 mm (5,25 inch) bố trí trên tám tháp súng nòng đôi, sắp xếp thành cặp bắn thượng tầng ở mỗi bên mạn tàu trước và sau chéo qua máy phóng máy bay. Lớp Lion sẽ là những chiếc tương đương với lớp Iowa của Hải quân Hoa Kỳ, cả hai đều không còn bị ràng buộc bởi những hạn chế của những hiệp ước hải quân trước đó (trong khi những chiếc King George V trong khuôn khổ hiệp ước tương ứng với lớp North Carolina).

## Chế tạo
Bốn chiếc thiết giáp hạm đã được lên kế hoạch. Hai chiếc đầu tiên, Lion và Temeraire, được đặt lườn vào giữa năm 1939. Tuy nhiên, sau khi Chiến tranh Thế giới thứ hai nổ ra cuối năm đó, công việc chế tạo chúng trước tiên bị tạm ngừng do việc suy đoán là những chiếc Lion khó có thể hoàn thành trước khi chiến tranh kết thúc, và do đó chúng là những sự đầu tư đầy nghi vấn. Sau một số cân nhắc, việc chế tạo hai con tàu bị hủy bỏ vào tháng 10 năm 1940 nhằm cho phép nền công nghiệp đóng tàu có thể tập trung vào những tàu chiến quan trọng hơn như là tàu hộ tống. Hai lườn tàu đã hoàn tất một phần được cho tháo dỡ trong những năm 1942–1943.
Những suy nghĩ nghiêm túc được đặt ra ngay sau khi chiến tranh kết thúc để tái tục việc chế tạo ít nhất một chiếc Lion theo một thiết kế mới. Tuy nhiên các đề nghị này đều không khả thi do tình hình tài chính khó khăn của Anh sau chiến tranh, cũng như sự nhận thức rằng để có sự bảo vệ đủ chống đỡ các cuộc không kích, lượng vỏ giáp sàn tàu mà nó mang theo sẽ phải rất nặng.
Cuối cùng chỉ có hai chiếc thiết giáp hạm được hoàn tất sau khi Thế Chiến II kết thúc: chiếc Vanguard của Anh và Jean Bart của Pháp. Việc chế tạo Jean Bart đã bị ngắt quãng do việc Pháp thua trận vào năm 1940, trong khi HMS Vanguard được thiết kế trong những năm chiến tranh nhằm tận dụng bốn tháp pháo dư thừa, vốn được tháo dỡ từ hai chiếc tàu tuần dương lớn nhẹ Glorious khi cải biến chúng thành những tàu sân bay trong những năm 1920.

## Những chiếc trong lớp
| Tàu            | Xưởng đóng tàu                                      | Đặt hàng            | Đặt lườn           | Số phận                                         |
| Lion (27)      | Vickers Armstrongs, Walker                          | 21 tháng 2 năm 1939 | 4 tháng 7 năm 1939 | Hủy bỏ tháng 10 năm 1940; tháo dỡ năm 1942–1943 |
| Temeraire (36) | Cammell Laird & Company, Birkenhead                 | 21 tháng 2 năm 1939 | 1 tháng 6 năm 1939 | Hủy bỏ tháng 10 năm 1940; tháo dỡ năm 1942–1943 |
| Conqueror (45) | John Brown & Company, Clydebank                     | 16 tháng 8 năm 1939 |                    | Hủy bỏ tháng 10 năm 1940                        |
| Thunderer (49) | Fairfield Shipbuilding & Engineering Company, Govan | 16 tháng 8 năm 1939 |                    | Hủy bỏ tháng 10 năm 1940                        |